# 주주 장
주주 장(Juju Chang, 1965년 9월 17일 ~ )는 미국의 언론인이다.